# الدوري الصومالي الدرجة الثانية
الدوري الصومالي - الدرجة الثانية هو ثاني أعلى درجة في مسابقات الدوري الصومالي بعد الدوري الصومالي الممتاز. يتكون الدوري من 8 أندية.